# The Viceroys
The Viceroys (à ne pas confondre avec le groupe de rock américain The V-Roys) est un trio vocal jamaïcain formé en 1965 à Kingston. 

## Histoire du groupe
En 1966, trois jeunes chanteurs et amis, Wesley Tinglin, Bunny Gale et Daniel Bernard passent une audition dans les studios d'enregistrement Studio One du célèbre producteur Coxsone Dodd. Devant Jackie Mittoo qui est au piano, ils interprètent quatre chansons : " Loose and Gain ", " Maga Down ", " Ya Ho " et " Last Night ". C'est " Maga Down " qui sortira le premier en single sur Coxsone Records en 1967, alors que " Ya Ho ", qui deviendra leur plus grand hit, ne sortira qu'en 1968. 
Entretemps le trio a changé : Bunny Gayle, menacé de mort pour des raisons politiques, quitte Kingston en 1967 pour se réfugier à la campagne. Pour le remplacer, Wesley Tinglin recrute un de ses voisins, Neville Ingram. Puis, plus tard, alors que Daniel Bernard décède subitement, c'est Noris Reid, un musicien qui travaillait déjà avec Augustus Pablo qui intègre le trio.
En 1969 les Viceroys enregistrent plusieurs singles avec le producteur Lloyd Daley, propriétaire du label Matador, puis à partir des années 1970, ils enregistrent successivement plusieurs singles pour Derrick Morgan, puis pour Pete Wilson. Ils se rendent aussi au mythique studio Black Ark tenu par le fantasque producteur Lee Scratch Perry qui rebaptise pour l’occasion le trio du nom de « Truth, Fact & Correct ». Le titre « Babylon Deh Pon Fire » (1976) sera le seul morceau de la session à sortir en single, les autres enregistrements seront plus tard détruit par Lee Perry.
En 1978, le producteur anglais Phil Pratt se rend à Kingston pour enregistrer The Viceroys dont il sortira un album, commercialisé en Angleterre, sans que le trio ne touche un seul royalties sur les droits d’auteur...
En 1980 The Viceroys sortent le tube « Heart Made of Stone » sur un single pour le label Taxi de Sly & Robbie.
C'est ensuite au tour de Linval Thompson, chanteur et producteur jamaïcain, de proposer aux Viceroys l'enregistrement de deux albums, d'abord " We Must Unite " (1982), puis " Bretheren and Sistren ", tous deux commercialisés au Royaume-Uni sous le label Trojan Records.
En 1984, Winston Riley, ancien chanteur des Techniques devenu producteur enregistre l'album " Chancery Lane " qui sort au Royaume-Uni sur Greensleeves Records.
Échaudés par les nombreuses escroqueries des producteurs à leur encontre, notamment leurs albums commercialisés par Trojan Records (Les Viceroys ont même un temps changé leur nom en The Interns, pour recommencer leur carrière à zéro), les Viceroys décident d’auto-produire leur nouvel album " Love is all " qui sort en 1985.
De la fin des années 1980 au début des années 2000, la carrière des Viceroys semble à l'arrêt. En 2003 Norris Reid quitte le groupe pour émigrer aux États-Unis. Il est alors remplacé par Michaël Gabbidon.
En 2004, le label lyonnais Sankofa Blackstar, sous l'égide d'Ernest Boachie-Duah et Karim Zigh, relance la carrière du trio en rééditant trois albums et en organisant une tournée en octobre 2004.
En 2006, par l'intermédiaire de Winston McAnuff, les Viceroys prennent contact avec le label français Makasound qui leur propose l'enregistrement en version acoustique de leur anciens tubes sous la férule du producteur Chinna Smith.
Le groupe participe à l'album Inna De Yard - The Soul of Jamaica en 2017.
Wesley Tinglin meurt des suites d'un cancer en septembre 2018.
Les Viceroys apparaissent dans le documentaire Inna de Yard: The Soul of Jamaica de Peter Webber sorti en juillet 2019, ainsi que sur l'album sorti quelques semaines plus tôt.
Neville Ingram meurt à son tour des suites d'un cancer en novembre 2019.

## Discographie
Albums
- - 1978 - Consider Yourself - Chanan Jah (le groupe s'appelle alors The Inturns) / réédité en 1979 en Angleterre sous le nom de Detour sur le label Burning Rockers (le groupe est alors crédité The Interns) / réédité en 1985 sous le nom de Ya Ho sur le label Burning Sounds / réédité en 2015 par Pressure Sounds en CD et LP
  - 1982 - We Must Unite - Trojan (réédité en 2004 par Sankofa Blackstar -CD uniquement- et en 2019 par Baco Records -CD & LP)
  - 1983 - Brethren and Sistren - CSA
  - 1984 - Chancery Lane - Greensleeves
  - 2004 - Love is all - Sankofa Blackstar (album inédit des années 1980)
  - 2006 - Inna de Yard - Makasound
  - 2016 - Memories - Iroko

Compilations
- - 1995 - Ya Ho at Studio One - Heartbeat
  - 2000 - Revisited
  - 2003 - Slogan On The Wall - Sankofa Blackstar (même sélection que Ya Ho at Studio One avec un morceau en moins)
  - 2006 - Ghetto Vibes

Singles
- - 1975 - Nothing Is Impossible - Attack ATT8097A (as The Interns)
  - 197X - Freedom - Impact KC2577 (as The Interns)
  - 1976 - Marcus Marcus Garvey - Angen ANG112A/Sidney Crooks
  - 1981 - Heart Made Of Stone - Taxi/Sly & Robbie
  - 1981 - Rise in the Strength oh Jah - Thompson Sound/Linval Thompson
  - 1995 - Road Block & Curfew - Leggo Records
  - 2014 - Love Is Stronger Than Hate - Medtone Records
  - 2015 - Trod On - Fruit Records
  - 2016 - Memories - Iroko Records
  - 2016 - Why - Iroko Records
  - 2016 - Ghetto Life -  Blackboard Jungle
  - 2017 - This World - Channel One
  - 2019 - Tears Are Falling - Wagram/Chapter Two/Inna de Yard
  - 2019 - Message In A Song - Khanti Records